# Frontière entre le Canada et les États-Unis
La frontière canado-américaine (en anglais : Canada–United States border) marque la limite entre le Canada et les États-Unis. La frontière terrestre est composée de deux segments. L'une entre le sud du Canada et les États contigus américains mesure 6 414 km et l'autre, entre l'ouest du Canada et l'Alaska, 2 477 km.
Elle mesure donc 8 891 km en tout ; c'est la plus longue frontière terrestre du monde séparant deux États. Certaines frontières maritimes sont encore aujourd'hui l'objet de contentieux entre les deux pays. Elle est aussi la plus longue frontière non militarisée au monde. La sécurité frontalière est assurée conjointement par le Service des douanes et de la protection des frontières des États-Unis (CBP) et l'Agence des services frontaliers du Canada (ASFC).

## Tracé actuel
- Provinces et territoires du Canada ainsi que leurs États américains limitrophes (terrestre) :

| Province ou territoire | État                                          |
| ---------------------- | --------------------------------------------- |
| Alberta                | Montana                                       |
| Colombie-Britannique   | Washington Idaho Montana Alaska               |
| Manitoba               | Dakota du Nord Minnesota                      |
| Nouveau-Brunswick      | Maine                                         |
| Ontario                | Minnesota Michigan Ohio Pennsylvanie New York |
| Québec                 | New York Vermont New Hampshire Maine          |
| Saskachewan            | Montana Dakota du Nord                        |
| Yukon                  | Alaska                                        |

### Frontière du nord

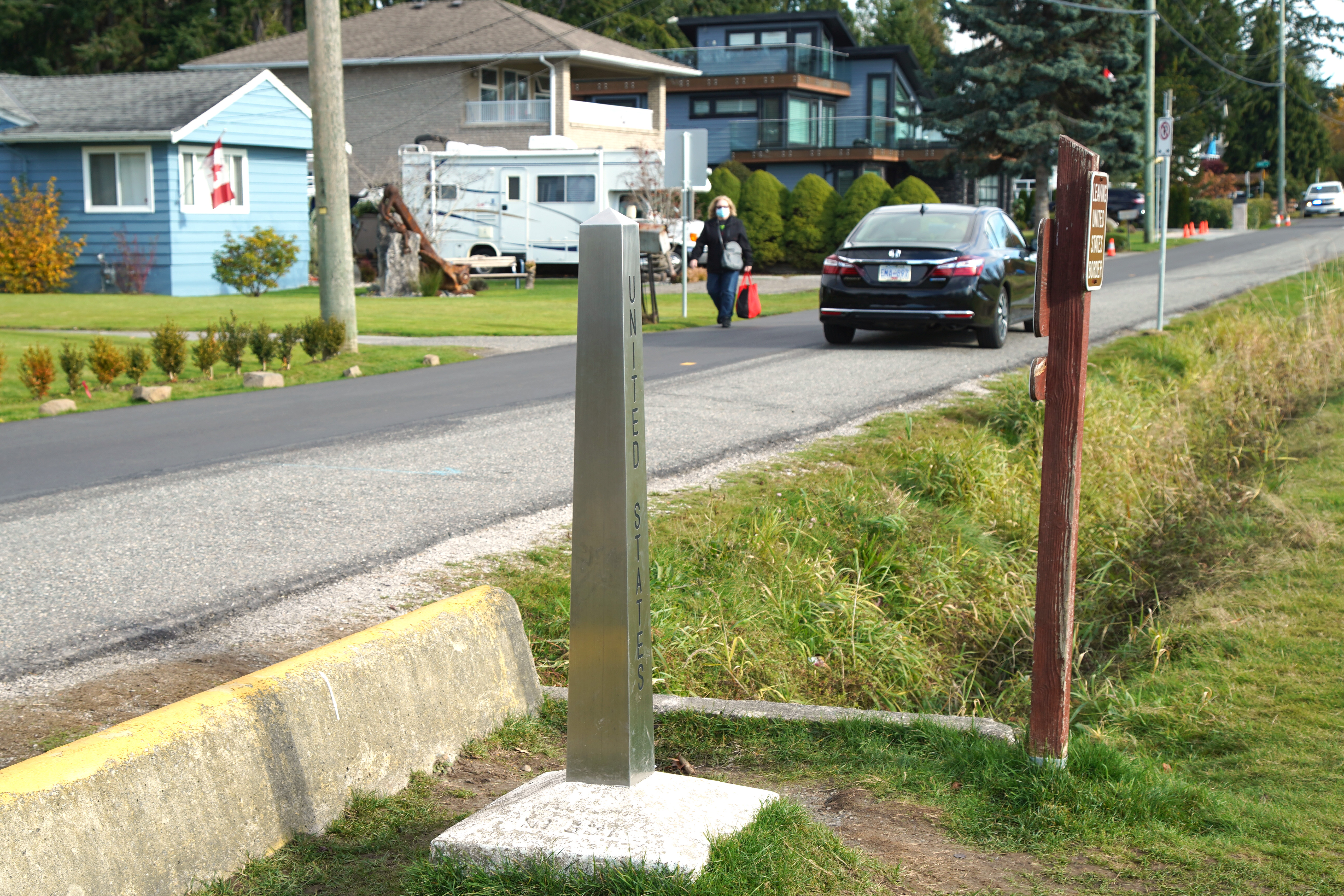
Route canadienne le long de la frontière (0 Avenue), en province de Colombie-Britannique : vue d'un marqueur de frontière.

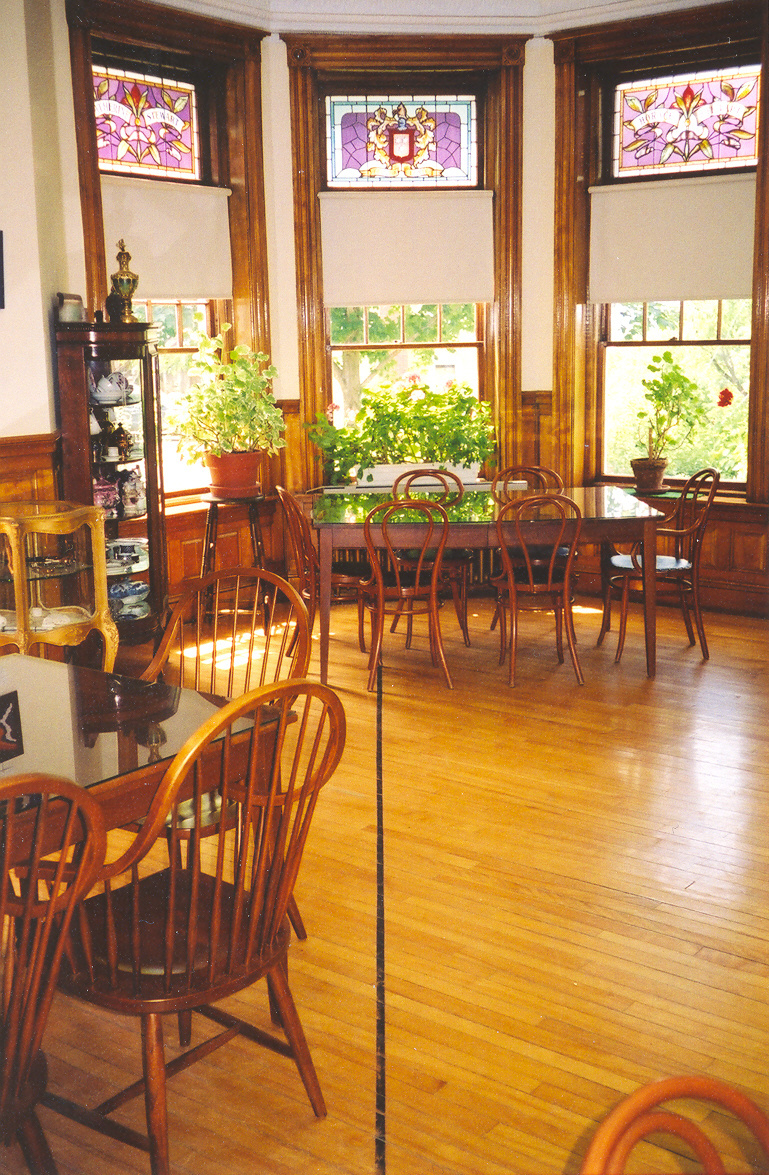
Le tracé de la frontière à l'intérieur de la bibliothèque et salle d'opéra Haskell situé entre Derby Line dans le Vermont (États-Unis) et Stanstead au Québec (Canada).

À l'est, la frontière suit une ligne assez irrégulière qui passe notamment par les Grands Lacs. Plus à l'ouest, à partir du lac des Bois, elle suit le 49e parallèle jusqu'au détroit de Juan de Fuca (au sud de l'île de Vancouver). Ce dernier marque la limite entre les deux pays jusqu'à l'océan Pacifique.

### Alaska
La frontière débute au sud-est, séparant l'Alaska Panhandle de la Colombie-Britannique, suivant des éléments du relief, sur un axe grossièrement sud-est/nord-ouest. Elle n'est à quelques endroits distant de la côte que de moins d'une vingtaine de kilomètres. Le croisement avec le 60e parallèle marque le tripoint entre l'Alaska, la Colombie britannique et le territoire du Yukon (ce parallèle délimite la frontière nord de plusieurs provinces canadiennes avec les territoires canadiens). La frontière se poursuit alors entre l'Alaska et le territoire du Yukon jusqu'au 141e méridien ouest, à une quinzaine de kilomètres au nord-est du fond du fjord Taan, de l'Ici Bay (en), méridien dont elle épouse le tracé vers le pôle Nord sur plus de 1 000 km terrestres jusqu'à la côte de l'océan Arctique.

### Longueur
Au total, le Canada et les États-Unis partagent 8 891 km de frontière terrestre, la plus longue distance pour une frontière internationale. Pris séparément, les deux morceaux sont plus courts que la frontière entre le Kazakhstan et la Russie (6 846 km, à comparer aux 6 416 km de la frontière située au sud du Canada).
- États des États-Unis partageant une frontière avec le Canada :

| État           | Longueur (km) |
| -------------- | ------------- |
| Alaska         | 2 475         |
| Dakota du Nord | 499           |
| Idaho          | 72            |
| Maine          | 983           |
| Michigan       | 1 160         |
| Minnesota      | 880           |
| Montana        | 877           |
| New Hampshire  | 93            |
| New York       | 716           |
| Ohio           | 235           |
| Pennsylvanie   | 68            |
| Vermont        | 145           |
| Washington     | 687           |

- Provinces et territoires du Canada partageant une frontière avec les États-Unis :

| Province ou territoire | Longueur (km) |
| ---------------------- | ------------- |
| Alberta                | 298           |
| Colombie-Britannique   | 2 168         |
| Manitoba               | 497           |
| Nouveau-Brunswick      | 513           |
| Ontario                | 2 760         |
| Québec                 | 813           |
| Saskatchewan           | 632           |
| Yukon                  | 1 210         |

## Histoire du tracé
Le tracé de la frontière a été un sujet régulier de controverses entre les États-Unis et le Royaume-Uni, puis le Canada. La convention de 1818 et l’accord de Rush-Bagot forment la première étape de l’établissement de la frontière canado-américaine. L’accord Rush-Bagot de 1817 est un des traités subséquents à la guerre de 1812 et de son traité de paix, le traité de Gand. Cette guerre territoriale fut l'un des derniers conflits ayant donné lieu à des violences entre ses deux puissances nord-américaines. Cet accord est dû aux échanges entre le secrétaire d’État par intérim Richard Rush et le ministre britannique à Washington Charles Bagot. Ce traité de désarmement des grands lacs aura une grande importance puisque selon certains historiens, puisqu’il mènera au traité de Washington de 1871 qui sera une sorte de conclusion partielle au processus de pacification de la frontière et de l’établissement de celle-ci.

### L'est
Par le traité de Versailles de 1783, les États-Unis se voient reconnaître leur indépendance. Ils possèdent dès leur origine une frontière avec l'Amérique du Nord britannique, futur Canada, qui à cette date était une possession de la Grande-Bretagne. Mais celle-ci n'était pas définie avec précision et donna lieu à des désaccords importants entre les deux pays. Par exemple, il était spécifié que la frontière s'étendait vers l'ouest à partir du lac des Bois jusqu'au Mississippi ; on ignorait à l'époque que la source du Mississippi était située au sud d'une telle ligne, et la frontière fut par la suite comprise comme allant vers le sud depuis le lac vers le 49e parallèle.
À la suite du conflit connu sous le nom de guerre d'Aroostook, le traité Webster-Ashburton fut signé en 1842 pour définir la frontière entre l'État américain du Maine et la province canadienne du Nouveau-Brunswick.

### L'ouest

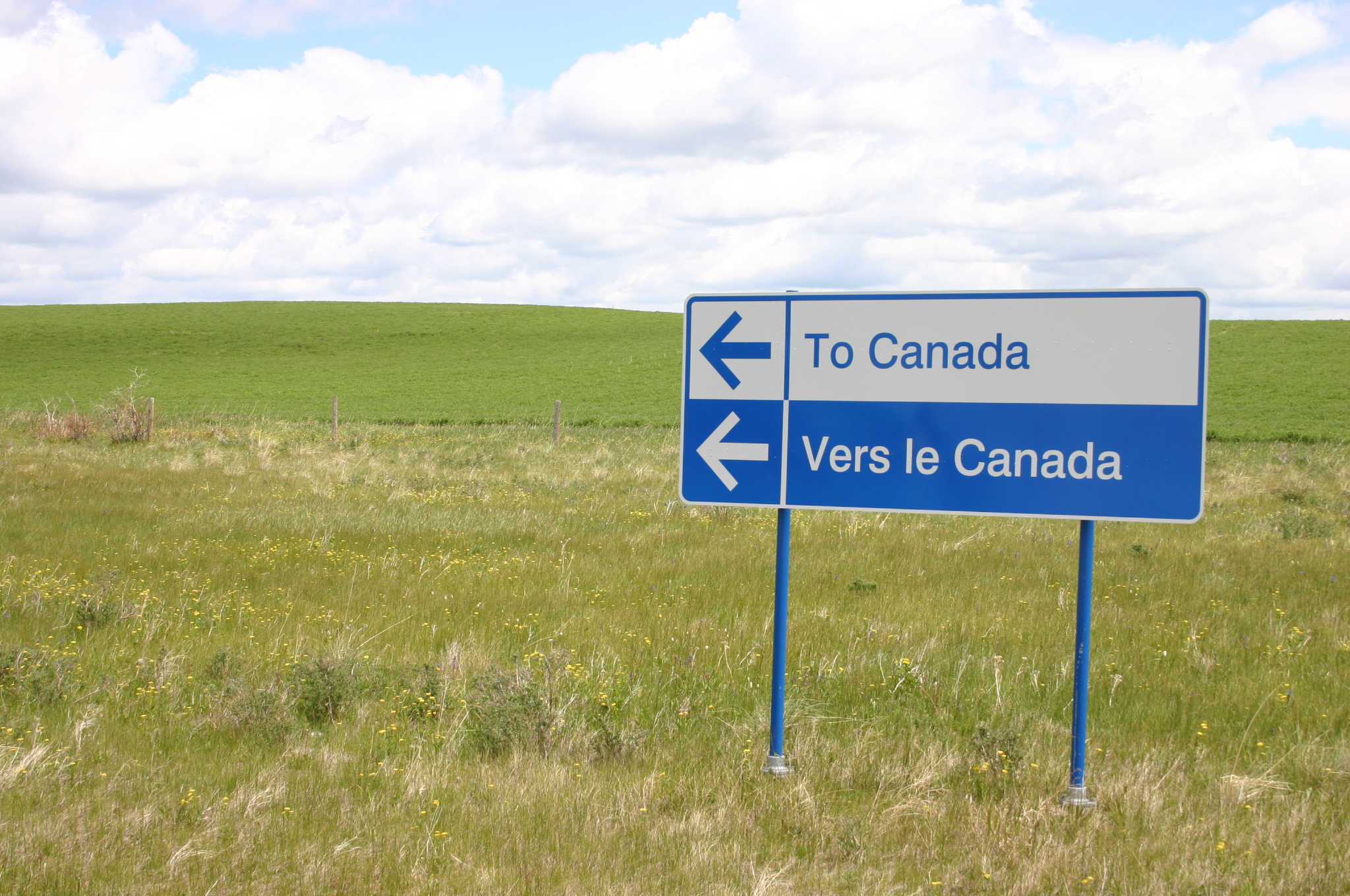
Un panneau routier indiquant la direction du Canada à Piegan, dans le Montana.

À mesure de l'avancée vers l'ouest de la colonisation européenne, la question se fit plus pressante. En 1818, un premier traité fit passer la frontière le long du 49e parallèle nord sur une partie de la longueur entre le lac des Bois et les montagnes Rocheuses, mais n'apportait que des solutions provisoires pour les territoires les plus à l'ouest. La ligne du 49e parallèle fut étendue jusqu'à l'océan Pacifique par le traité de l'Oregon en 1846.
En raison de l'imprécision des instruments de mesure de l'époque, le tracé réel de la frontière s'écarte parfois de quelques centaines de mètres de l'emplacement exact du parallèle. Cette imprécision marquera aussi un autre événement très peu connu, celui de la guerre du cochon. Cette guerre est basée sur un litige par rapport aux îles San Juan dans le détroit séparant l’île de Vancouver et ce qui est aujourd’hui la Colombie-Britannique. Malgré la présence de forces militaires des deux pays à la suite de ces événements et après une escalade des tensions, la raison a prévalu et la guerre fut évitée caractérisant encore le côté pacifique de l’établissement de la frontière entre les deux pays. Un élément intéressant précédent le traité de Washington sera la vente des îles par la compagnie de la Baie d’Hudson et la réception des paiements en 1870 et 1871 ce qui influencera probablement l’arbitrage du traité de Washington sur la question.

### L'Alaska

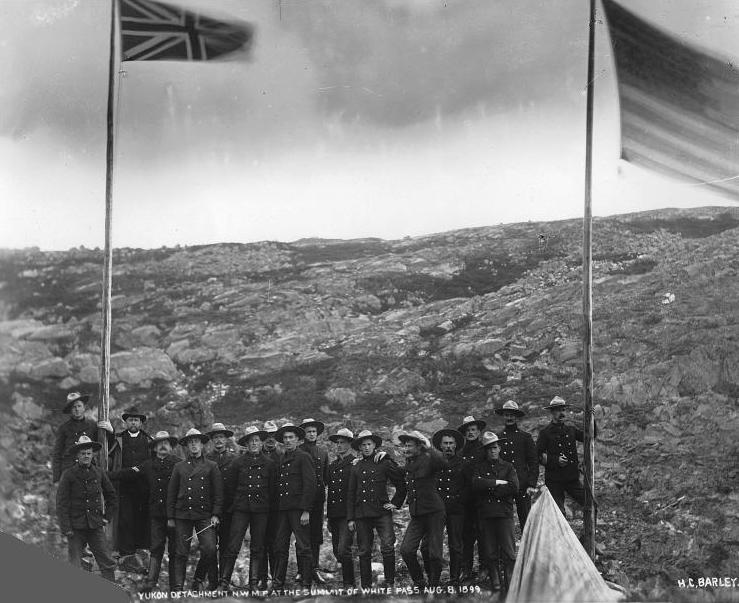
Détachement au Yukon de la police montée du Nord-Ouest au col White, Yukon, 1899.

Les États-Unis achetèrent l'Alaska à la Russie en 1867. Cependant le tracé exact de la frontière avec le Canada ne fut pas déterminé tout de suite, ce qui donna lieu à la dispute de la frontière de l'Alaska. Celle-ci fut réglée en 1903 à l'aide d'un tribunal canado-américain. La commission de la frontière internationale est créée en 1925 pour tracer et surveiller la frontière.

## Querelles actuelles
Il concerne au moins quatre lieux : l'île Machias Seal (dans le golfe du Maine), l'entrée Dixon (détroit sur la côte Pacifique entre l'Alaska et la Colombie-Britannique), le détroit de Juan de Fuca (qui sépare l'île de Vancouver de l'État américain de Washington) et la mer de Beaufort (dans l'océan Arctique, entre l'Alaska et le Yukon).

## Fermeture
En raison de la pandémie de COVID-19, le 18 mars 2020, à la suite d'un accord entre le gouvernement canadien du premier ministre Justin Trudeau et du gouvernement américain du président Donald Trump, la frontière entre le Canada et les États-Unis est fermée à tout trafic non essentiel, pour une durée indéterminée, afin de tenter de freiner la propagation de la maladie,. Il s'agit d'une décision sans précédent, compte tenu du fait que les économies des deux pays sont intimement liées. La fermeture de la frontière entre les 2 pays a eu lieu du 18 mars 2020 au 8 novembre 2021.

## Surveillance

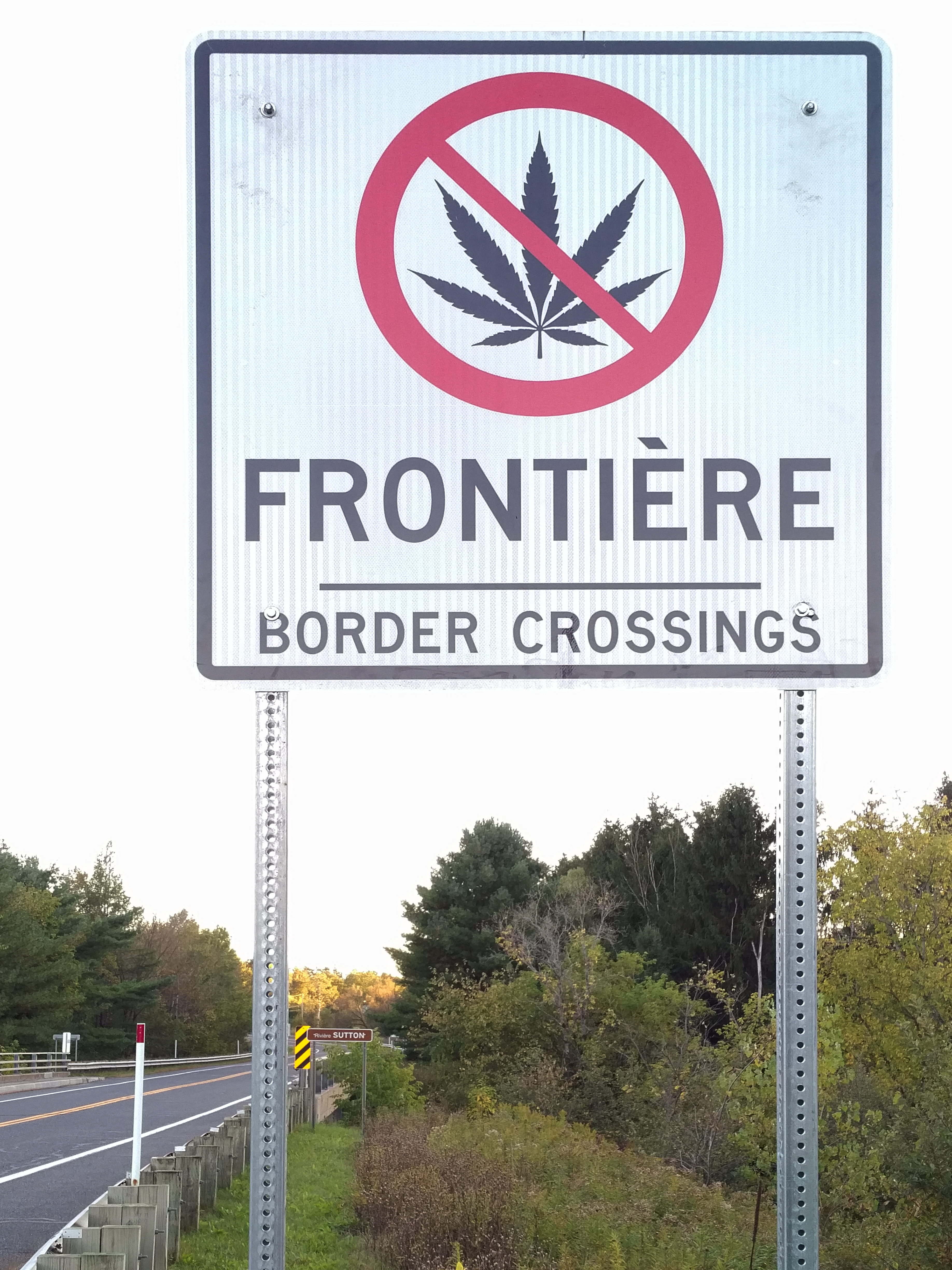
Une signalisation routière, placée aux abords de la frontière, rappelle l'interdiction du cannabis (2018).

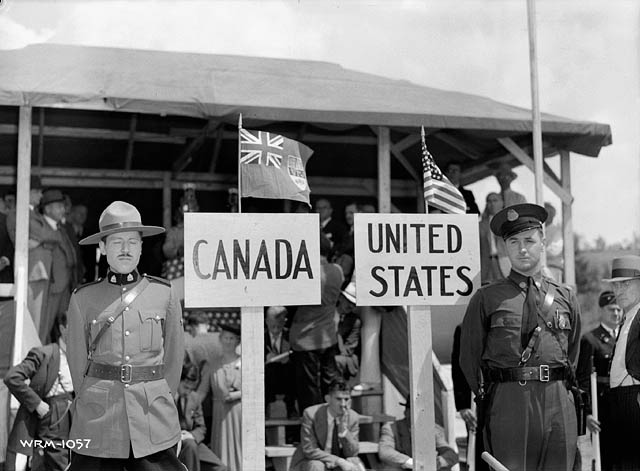
Des garde-frontières de chaque côté du tracé en août 1941.

La frontière canado-américaine est protégée par des forces policières au lieu d'être défendue par des soldats armés. Avec moins de 1 000 agents, le niveau de surveillance est beaucoup plus faible qu'à la frontière entre le Mexique et les États-Unis, où 7 000 gardes veillent jour et nuit sur les immigrants clandestins (pour une frontière de 3 141 km).
Les attentats du 11 septembre 2001 ont eu pour conséquence le renforcement de la sécurité à la frontière canado-américaine. Les deux pays se sont mis d'accord pour partager davantage les informations sur la sécurité.

## Visibilité
Sur toute sa longueur, la frontière est rendue visible par des bornes frontières dans les zones habitées, et dans les zones vacantes par une bande de six mètres de large débarrassée de végétation, facilement visible depuis un avion. L'International Boundary Commission est chargée de son entretien depuis 1925. Un livre d'art Between friends / Entre amis rassemble des photographies de cette frontière visible. Il a été édité en 1976, à l'occasion du bicentenaire des États-Unis, par l'éditeur canadien McClelland & Stewart.

## Dans la culture
- Les deux font la loi, série ayant pour lieu une ville coupée en deux par la frontière.
- Frozen River, film américain de 2008 sur la frontière et l'immigration clandestine.